# Chemisch toilet

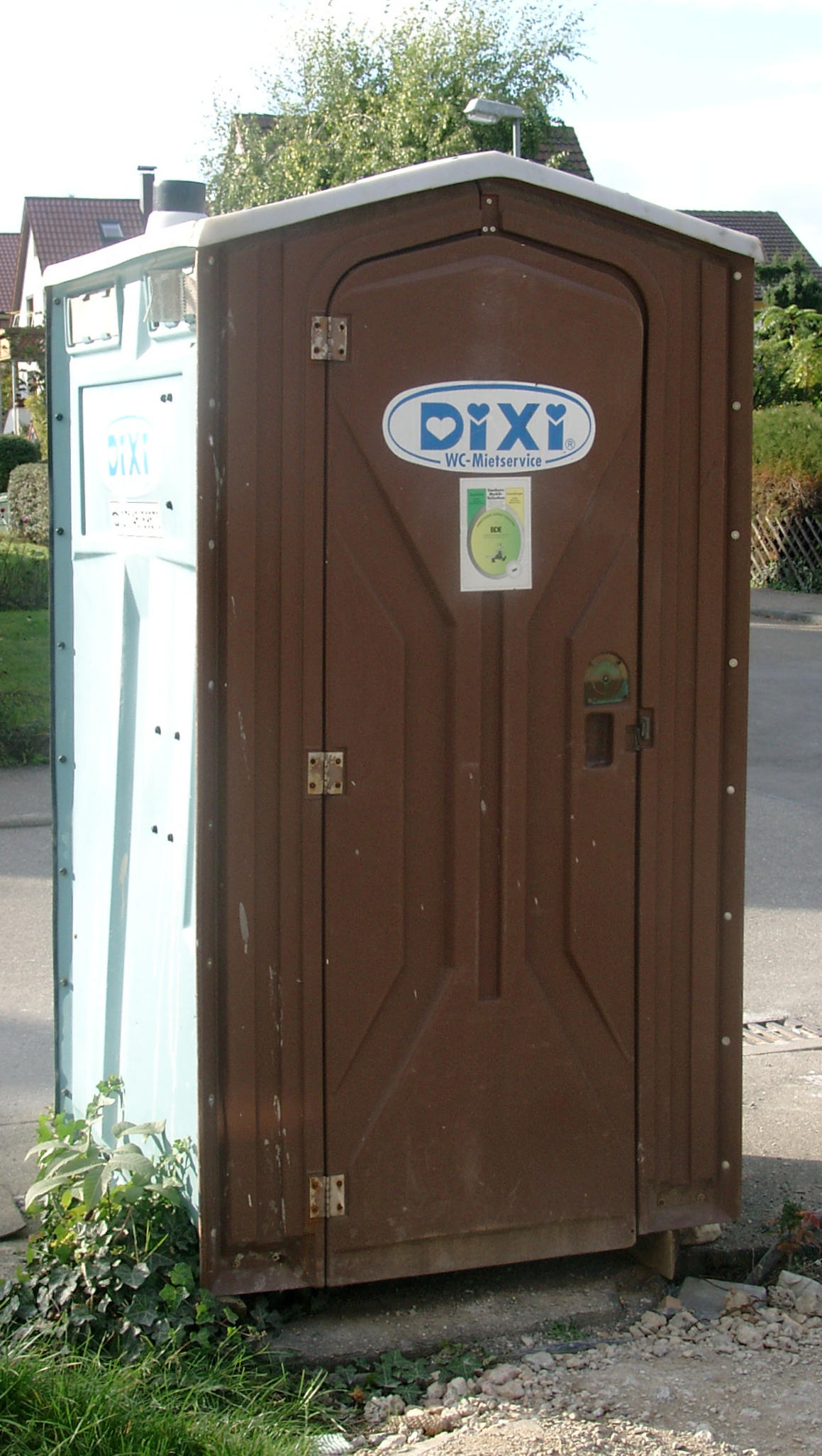
Een chemisch toilet bestemd voor de bouw.

Een chemisch toilet is een toilet dat uitwerpselen opvangt in een met chemische stoffen gevulde bak en daarom niet op het riool hoeft te worden aangesloten. Dit heeft als voordeel dat het toilet te verplaatsen is en op plaatsen gebruikt kan worden waar slechts tijdelijk een toilet gewenst is.
De vulling van een chemisch toilet kan bestaan uit nitraatrijke korrels of toiletvloeistoffen. Deze hebben beide als doel de bacteriëngroei zo goed mogelijk te remmen en de stank te verminderen.

## Toepassingen
- In de bouw
- In voertuigen als: campers, caravans en bussen
- In vliegtuigen
- Op vaartuigen
- Een los mobiel toilet
- Voor evenementen